# 微粒子病
微粒子病（びりゅうしびょう, pébrine）は、カイコガの幼虫がかかる病気である。菌類の一種である微胞子虫類、ノゼマ科の、ノゼマ・ボンビシス Nosema bombycis が寄生することによって引き起こされる。N. bombycis の他にも頻度は低いが、Vairimorpha, Pleistophora, Thelohania によっても微粒子病が引き起こされることがある。微粒子病に罹患したカイコガの幼虫は、通常、暗褐色ないし黒色の斑点に覆われ、結繭不能となる。この病気がフランス中に流行したとき、その原因を突き止めた研究者の一人がルイ・パストゥールである。

## 微粒子病の起こり方
ノゼマ・ボンビシスは糞から排出された胞子の経口感染の他、感染した母親経由での経卵感染もする点で他のカイコの病気と異なっており、いずれも最終的に死亡するが、それまでに2-3週間は必要とするので感染時期によってカイコの運命は以下のように変わる。
経卵感染の場合
感染頻度が重い場合は孵化せずに卵のまま死ぬ。軽い場合は孵化して幼虫になるが通常2-3齢付近（感染程度によって異なる）で発育が不斉一になり、遅眠カイコや細カイコと呼ばれる状態になり斃死する。
感染カイコは死ぬ少し前に微粒子病の胞子を糞の中に排出する。
経口感染の場合
1-2齢付近で経口感染した場合（第一次感染）は、3齢頃までは正常に発育するが繭を作らず4-5齢付近で斃死する。
この場合も死ぬ前に胞子を糞の中に排出する。
4-5齢付近で感染した場合（第二次感染）は、ほとんど死なずに繭を作り羽化する（胞子の摂取が多いと途中で死ぬものが増える）。
このカイコは寿命を迎えるが、産んだ卵には胞子が含まれており、経卵感染につながる。
即ち、感染卵からの孵化個体をノゼマ・ボンビシスの初代宿主とすると、ノゼマ・ボンビシスは宿主を2回乗り換えて3番目の宿主は殺さずに経卵感染で次世代に移動するというサイクルを送っている。したがって、感染幼虫の駆除だけではなく、汚染された飼育設備や糞・死骸の正しい廃棄（蚕室周辺や桑園に付着させてはいけない）・消毒や、産卵後の成虫の体液を顕微鏡でよく調べて、感染した成虫から産みつけられたすべての卵を取り除くことが極めて重要である。

## 歴史
微粒子病の原因となる微胞子虫、ノゼマ・ボンビシスの名は、1857年にカール・ヴィルヘルム・フォン・ネーゲリにより命名された。この菌類は、微粒子病という病像が明らかになる前の1849年に一度、ゲラン＝メヌヴィルにより報告されていたと見られるが、ゲラン＝メヌヴィル自身は、観察していたカイコガの幼虫が硬化病にかかっていると誤って信じ込んでいた。微粒子病の発見後は、コルナリア、ライディヒ、バルビアーニ、ベシャン、パストゥールらにより、微粒子病を引き起こす主体となっている、その「微小体」についての詳細な研究がなされた。
光学顕微鏡のスケールで見ると、微粒子病は、幼虫個体や成虫個体の体に見られる暗褐色の斑点により特徴付けられる。これが微粒子病（la pébrine）という名前の由来である。パストゥールによると命名者はアルマン・ド・キャトルファージュである。微粒子病が大流行した19世紀南仏の人々には、小さな暗褐色の点がまき散らされている様子が、幼虫の体に胡椒の粉が振りかかっているように見えた。pebre とはプロヴァンス語で「胡椒の粉」を意味する（なお、標準的なフランス語で「胡椒の粉」を指す言葉は poivre である）。
この病気は、19世紀にヨーロッパにおける家蚕を大量死させた。細菌学者ルイ・パスツールによる指導により飼育方法の改善で収束されたが、別の病気である軟化病には打ち勝つことはできなかった。

## 読書案内
- Chavannes: Ueber die Krankheit des Seidenspinners und die Erziehung einer gesunden Brut desselben. In: Berliner entomologische Zeitschrift, Band 5, 1861, S. 175ff.
- Nicola Williams, Miles Roddis: Languedoc-Roussillon. MairDumont, Ostfildern 2009, S. 106.